# (47293) Masamitsu
(47293) Masamitsu (1999 WO) – planetoida z pasa głównego asteroid okrążająca Słońce w ciągu 3 lat i 242 dni w średniej odległości 2,38 j.a. Została odkryta 16 listopada 1999 roku.